# Moravski Bujmir
Moravski Bujmir (en serbe cyrillique : Моравски Бујмир) est un village de Serbie situé dans la municipalité d'Aleksinac, district de Nišava. Au recensement de 2011, il comptait 156 habitants.

## Démographie

### Évolution historique de la population
| 1948 | 1953 | 1961 | 1971 | 1981 | 1991 | 2002 | 2011 |
| ---- | ---- | ---- | ---- | ---- | ---- | ---- | ---- |
| 322  | 344  | 347  | 321  | 279  | 251  | 207  | 156  |

|  |